# Techno cumbia
«Techno cumbia» es una canción grabada por la cantante estadounidense Selena para su cuarto álbum de estudio, Amor prohibido (1994). Fue lanzada póstumamente como la pista b de «Dreaming of You» a través de EMI Latin el 14 de agosto de 1995. «Techno cumbia» fue coescrita por Pete Astudillo y el hermano productor de Selena, A.B. Quintanilla, quien también la produjo. La canción es una grabación de cumbia techno-pop con influencias de dancehall, rap, dance latino y club. En el plano lírico de la canción, la cantante, Selena está animando a la gente a bailar su nuevo estilo musical, la «techno cumbia».
«Techno cumbia» recibió elogios de la crítica musical, considerándose una de las mejores grabaciones de Amor prohibido. Varios musicólogos afirmaron que «Techno cumbia» precedió al mercado latino de la música urbana, por lo que Selena realmente encabezó un nuevo estilo de música. La canción alcanzó su mejor puesto en las listas musicales póstumamente, en el número cuatro en la Billboard Hot Latin Songs y la Regional Mexican Airplay. La grabación recibió el Tejano Music Awards a la Canción de Crossover Tejana del Año en 1995 y fue nominada al Sencillo del Año en los premios pop de Broadcast Music Inc., así como Video Musical del Año en los Tejano Music Awards de 1996.

## Antecedentes y lanzamiento
Techno Cumbia fue escrita por el bailarín y vocalista de Selena y Los Dinos, Pete Astudillo. La canción fue coescrita por el hermano productor de Selena, A.B. Quintanilla quien arregló la pieza e hizo de productor. En 2002, A.B. habló sobre cómo Amor Prohibido (1994) es un álbum muy experimental y comentó sobre cómo Techno Cumbia fue un ejemplo de sus ideas de modernizar la imagen de la banda. Durante las sesiones de grabación, Selena agregó versos de rap a la canción; A.B. cree que es el primero de su tipo para el género. Selena fue asesinada a tiros por Yolanda Saldívar, exgerente de la marca de ropa de la cantante, Selena Etc., el 31 de marzo de 1995. La canción fue incluida en la lista de canciones del álbum lanzado póstumamente Dreaming of You (1995). A.B. voló a Manhattan para encontrarse con el grupo de R&B Full Force que remezcló Techno Cumbia junto con la actualización de su versión remix de la canción de 1992 de Selena Missing My Baby. El escritor de San Antonio Express-News y corresponsal de Billboard Latin Music, Ramiro Burr, creía que la adición de Techno Cumbia fue «remasterizada, inyectando percusiones adicionales para darle vida». La versión remix del álbum y la edición de radio de Techno Cumbia fue lanzada como la pista b del sencillo principal Dreaming of You.

## Composición
Techno Cumbia es una canción de cumbia techno-pop uptempo en español. Se basa en influencias del dance latino, dancehall, rap y EDM. Los musicólogos Ilan Stavans y Harold Augenbraum lo llamaron una canción de fusión de hip-hop. El corresponsal de música latina de la revista Billboard, John Lannert, escribió las notas de Dreaming of You y llamó a Techno Cumbia un «golpe de dancehall». El musicólogo James Perone consideró que la grabación era la «canción más rica» de Amor Prohibido debido a su «contraste rítmico y textural». Perone lo comparó con la escena de música dance estadounidense de los 90 y comentó cómo «el aspecto tecno de la pieza está silenciado; sin embargo, la voz de Selena se procesa electrónicamente durante parte de la grabación». «Techno Cumbia» incorpora «cambios rítmicos de acentuación en ritmos fuera de ritmo a acentuación en el ritmo». El «hey, ho» es una referencia a la llamada y respuesta del cantante estadounidense de soul Ray Charles What'd I Say de los años 50, utilizada bajo un «tambor al estilo latino».
El editor de Texas Monthly, Joe Nick Patoski, creía que «Techno Cumbia» contenía el «ritmo más popular [en ese momento] que atraviesa el mundo de la música latina». Patoski escribió además que la canción la «honró» al «actualizarla con muestras vocales, batería de segunda línea de Nueva Orleans y tablas de trompetas inspiradas en la soca del Caribe». De esto se hizo eco palabra por palabra de la autora Deborah Paredez en su libro sobre Selena. Patoski escribió además que la versión de remezcla «puede haber sido mezclada con algo tan exótico como un maestro de brindis de reggae hablando por una línea de bajo que traquetea con los dientes», y lo llamó «mezcolanza electrónica» y un «ataque pancaribeño que incluye soca y Hi Life de Trinidad». Escrito en la clave de Sol menor, el ritmo se establece en tiempo común y se mueve a 91 BPM moderados. La versión de remezcla en Dreaming of You tiene una armadura establecida en Do menor y se mueve a una velocidad moderada de 90 BPM. El remix emplea un piano, güira, pandereta, trompa y batería. Líricamente, Selena llama a la gente a bailar su nuevo estilo, el baile de la «techno cumbia» y en tono humorístico habla de las personas que no pueden bailar cumbia. Los ensayistas italianos Gaetano Prampolini y Annamaria Pinazzi describieron la letra de «Techno Cumbia» que «convoca a todos a la pista de baile». Patoski descubrió que se parecía a la canción novedad The Name Game (1964) de Shirley Ellis.

## Gráfico y recepción críticos rendimiento
Debido a su mezcla de diferentes géneros de música cultural, «Techno Cumbia» recordó a los autores Sara Misemer y Walter Clark de la sugerencia del artista chicano Guillermo Gómez-Peña de que «las culturas se están superponiendo». Según Ed Morales, quien escribió en su libro The Latin Beat, «Techno Cumbia» es fácilmente «descartable» entre el oyente promedio, pero la grabación le pareció «pegadiza» y «pega en el estómago». El autor Michael Corcoran escribió en su guía musical sobre música texana que «Techno Cumbia» tiene «trinos de estilo Michael Jackson». Patoski creía que «Techno Cumbia» estaba dirigida al mercado internacional hispano, calificándola como «la canción más convincente». La autora Norma Elia Cantú llamó a «Techno Cumbia«, «La Tracalera» (1990) y «La Carcacha» (1992) el «auditorio de la música tejana». Morales creía que la canción «pudo haber sido una influencia indirecta en el colectivo fin de siècle de DJs de las tierras fronterizas alrededor de Tijuana llamado Nortec». Stavans y Augenbraum comentaron que «Bidi Bidi Bom Bom», «No Me Queda Más» y «Techno Cumbia» por haber sido los «éxitos clave de [Amor Prohibido]». Lannert escribió en las notas de Dreaming of You que Selena «invierte de manera sorprendente y rápida el campo [de la canción anterior Tú Sólo Tú] para revelar un gruñido juguetón».
«Techno Cumbia» debutó en el número 13 en la lista Billboard Hot Latin Tracks de los Estados Unidos el 7 de octubre de 1995. En su segunda semana, la canción subió al número nueve, recibiendo honores en la transmisión esa semana. El 21 de octubre de 1995, «Techno Cumbia» saltó al número cinco y posteriormente debutó en el número siete en la lista de Regional Mexican Airplay de los Estados Unidos. La semana siguiente, la grabación ganó más giros en las radios, sin embargo, se mantuvo en el número cinco en la lista Hot Latin Tracks, mientras que la canción se movió al número seis en la lista Regional Mexican Airplay. El 4 de noviembre de 1995, «Techno Cumbia» alcanzó su punto máximo en el número cuatro en la lista Hot Latin Tracks. En el número del 11 de noviembre de 1995, «Techno Cumbia» recibió un mayor número de giros de la semana anterior de seguimiento y alcanzó el número cuatro en la lista Regional Mexican Airplay.

## Posicionamiento en listas
| Lista (1995)                              | Máxima posición |
| ----------------------------------------- | --------------- |
| Estados Unidos (Hot Latin Songs)          | 4               |
| Estados Unidos (Regional Mexican Airplay) | 4               |

## Legado e impacto culturales
Los musicólogos opinan que «Techno Cumbia» es anterior al género de la música urbana latina, que se convirtió en uno de los subgéneros más populares de la música latina en la década de los 2000, y que ha encabezado un nuevo estilo de música. Durante una entrevista en 2002, Astudillo habló sobre cómo el éxito de «Techno Cumbia» y su impacto cultural en la música latina «ha marcado una nueva tendencia». Dijo además que en el momento de grabar la canción, no imaginaba que la canción fuera tan exitosa o impactante como lo ha sido. Después de la muerte de Selena, A.B. formó su propio grupo, los Kumbia Kings y lanzó «Boom Boom» de su álbum Shhh! (2001); Billboard cree que son los «descendientes directos de Techno Cumbia». El autor Charles Tatum, encontró que «Techno Cumbia» junto con el sencillo de 1992 de Selena «La Caracaha» y «Bidi Bidi Bom Bom» han revolucionado la escena musical de la cumbia tejana. La analista musical Guadalupe San Miguel escribió que «Techno Cumbia», «Como la Flor» (1992) y «La Carcacha» fueron los «mayores éxitos de cumbia» de Selena. Selena popularizó el género technocumbia durante su carrera. La revista Vibe informó que Full Force recibió discos de oro y platino para la canción de 1992 de Selena «Missing My Baby» y «Techno Cumbia».
El video musical de «Techno Cumbia» fue lanzado póstumamente y usó la versión remix que se encuentra en Dreaming of You. El video fue coreografiado por Kenny Ortega, quien luego coreografió el video musical del sencillo A Boy Like That de Selena, lanzado en 1996. El video musical presentaba actuaciones en vivo de Selena cantando la canción en el concierto del Astrodome de Houston el 26 de febrero de 1995, tomas de su video musical para Bidi Bidi Bom Bom, y actuaciones de la cantante durante su gira por Amor Prohibido (1994-95). Cecilia Miniucchi se desempeñó como directora del video y descubrió que el proyecto era bastante desafiante. «Techno Cumbia» fue galardonado con el Tejano Music Award a la Canción Crossover del Año en 1995. Durante la ceremonia de entrega de premios, el presentador Raúl Yzaguirre leyó por error que el premio sería para Shelly Lares. El error se corrigió durante el "largo descanso" de los premios y Lares le otorgó el premio a Selena, quien fue vista con lágrimas y se negó a aceptar el premio de Lares, a pesar de que José Behar (presidente de EMI Latin) instó al cantante a hacerlo. La canción fue nominada para el video musical del año en los Premios Tejano Music Awards de 1996, y la Canción del año en los premios pop de Broadcast Music Inc. de 1997. El grupo mexicano Liberación grabó la canción para el álbum tributo México Recuerda a Selena (2005). Alex Henderson de AllMusic comentó sobre cómo Liberación le dio a «Techno Cumbia» un tratamiento «grupero». El grupo mexicano Banda El Recodo realizó y grabó la canción para el concierto tributo televisado en vivo Selena ¡vive! en abril de 2005.

## Personal
Créditos adaptados de las notas de Dreaming of You: